# Drapeau et armoiries d'Irapuato
 (juin 2024).

Drapeau d'Irapuato

Le drapeau d'Irapuato est le drapeau local et le pavillon de la municipalité à l'État de Guanajuato. Dans sa version la plus récente, il est composé d'un rectangle divisé en deux bandes verticales de taille identique, de couleur bleu marine et rouge, avec les armoiries de l'État en son centre. Il a été adopté le 28 avril 2017.

## Armoiries

Armoiries d'Irapuato

Les armoiries de la commune sont divisées en quatre champs, dans le premier il y a quatre casques espagnols et le bouclier épiscopal de Don Vasco de Quiroga.1 Dans le deuxième quadrant il y a un lion ailé qui représente San Marcos Evangelista avec un K et un V qui représente Charles Quint, l'empereur, le troisième quadrant inférieur est une colline qui présente le toponyme d'Irapuato et le quatrième quadrant inférieur est à deux mains avec une faucille et l'autre avec un caducée,2 Au sommet se trouve un soleil. 3 En bas, il y a un surnom Ad Augusta per Augusta.